# Коваленко Назар Вікторович
Назар Вікторович Коваленко (нар. 9 лютого 1987) — український легкоатлет, який спеціалізується в спортивній ходьбі.
На національних змаганнях представляє Київську область. Тренується під керівництвом дружини Анни Коваленко. Закінчив Університет Григорія Сковороди в Переяславі (2011).

## Спортивні досягнення
Чемпіон Універсіади у командній першості з ходьби на 20 км (2015).
Учасник Олімпійських ігор (2012, 2016).
Багаторазовий чемпіон та призер чемпіонатів України у дисциплінах ходьби.

## Виступи на Олімпіадах
| Ігри | Місто          | Місце | Дисципліна   |
| ---- | -------------- | ----- | ------------ |
| 2012 | Лондон         | DQ    | ходьба 20 км |
| 2016 | Ріо-де-Жанейро | 40    | ходьба 20 км |

3 серпня 2021 року Коваленка було відсторонено від участі у Олімпіаді-2020 у Токіо через те, що він не здав достатню кількість допінг-проб.

## Допінг
Упродовж 27 березня 2017 — 27 березня 2020 відбував трирічну дискваліфікацію за порушення антидопінгових правил з анулюванням усіх результатів, показаних упродовж 11 травня 2012 — 17 травня 2015 на міжнародних та національних стартах.